# Округ Неш (Северна Каролина)
Округ Неш (енгл. Nash County) је округ у америчкој савезној држави Северна Каролина.

## Демографија
По попису из 2010. године број становника је 95.840, што је 8.42 (9,6%) становника више него 2000. године.
| Група             | 2000.          | 2010.          |
| Белци             | 53.326 (61,0%) | 51.770 (54,0%) |
| Афроамериканци    | 29.664 (33,9%) | 35.650 (37,2%) |
| Азијати           | 495 (0,6%)     | 747 (0,8%)     |
| Хиспаноамериканци | 2.939 (3,4%)   | 6.015 (6,3%)   |
| Укупно            | 87.420         | 95.840         |